# Knud Andersen
Knud Christian Andersen (Frederiksberg, 29 aprile 1867 – Inghilterra, giugno 1918) è stato uno zoologo danese.
Fu specialista nello studio dei Chirotteri. 

## Biografia
Verso la fine del XIX secolo, Andersen lavorò come ornitologo, effettuando studi in campo, tra l'altro, sulle Isole Fær Øer. Dal 1901 al 1904 fu curatore della collezione ornitologica del Museo Nazionale di Storia Naturale di Sofia, incarico che ricevette dal principe Ferdinando I di Bulgaria. Nel 1904, fu assunto presso il Natural History Museum di Londra, per conto del quale, per 14 anni, svolse ricerche nel Pacifico, nell'Asia sudorientale e nel Queensland, studiando in particolare i Pipistrelli.
Svolse importanti lavori di classificazione sulle famiglie degli Pteropodidi e sui pipistrelli ferro di cavallo, delle quali descrisse 15 nuove specie. Nel 1909, Andersen divenne membro della Zoological Society of London (FZS).
Sparì misteriosamente nel 1918, probabilmente durante la prima guerra mondiale, e il suo corpo non fu mai ritrovato.

## Opere
La sua opera principale è il Catalogue of the Chiroptera of the British Museum of Natural History (1912), ancora oggi considerato testo di riferimento per la classificazione dei Megachirotteri. Pubblicò inoltre numerose descrizioni di nuove specie.
Altre importanti opere sono le seguenti:
- Meddelelser om faeroernes Fugle med saerligt Hensyn til Nolsø, efter skriftlige Oplysninger (scritto con P.F. Petersen), 1894
- Diomedea melanophrys, boende paa Færøerne, 1894 (in inglese: Diomedea melanophrys in the Faröe Islands, 1895)
- Sysselmand H.C. Müller's haandskrevne optegnelser om Færøoerne Fugle (scritto con Hans Christopher Müller), 1901
- On the determination of age in bats, 1917

## Specie dedicate ad Andersen
Sono state dedicate a lui le seguenti specie:
- Dobsonia anderseni Thomas, 1914 - Pipistrello della frutta dal dorso nudo di Andersen,
- Artibeus anderseni Osgood, 1916 - Pipistrello della frutta di Andersen.

## Specie descritte da Andersen
Identificò le seguenti specie:
- Acerodon humilis K.Andersen, 1909
- Artibeus aztecus K.Andersen, 1906
- Artibeus hirsutus K.Andersen, 1906
- Dobsonia crenulata K.Andersen, 1909
- Dobsonia praedatrix K.Andersen, 1909
- Dobsonia inermis K.Andersen, 1909
- Dobsonia exoleta K.Andersen, 1909
- Eonycteris major K.Andersen, 1910
- Hipposideros nequam K.Andersen, 1918
- Hipposideros pomona K.Andersen, 1918
- Hipposideros beatus K.Andersen, 1906
- Hipposideros dinops K.Andersen, 1905
- Macroglossus sobrinus K.Andersen, 1911
- Mormopterus doriae K.Andersen, 1907
- Nycteris aurita (K.Andersen, 1912)
- Nycteris gambiensis (K.Andersen, 1912)
- Nycteris major (K.Andersen, 1912)
- Nycteris nana (K.Andersen, 1912)
- Nycteris tragata (K.Andersen, 1912)
- Nycteris woodi K.Andersen, 1914
- Nyctimene cyclotis K.Andersen, 1910
- Nyctimene certans K.Andersen, 1912
- Pteralopex anceps K.Andersen, 1909
- Pteropus cognatus K.Andersen, 1908
- Pteropus intermedius K.Andersen, 1908
- Pteropus lylei K.Andersen, 1908
- Pteropus speciosus K.Andersen, 1908
- Pteropus pelewensis K.Andersen, 1908
- Pteropus pilosus K.Andersen, 1908
- Pteropus yapensis K.Andersen, 1908
- Rhinolophus nereis K.Andersen, 1905
- Rhinolophus monoceros K.Andersen, 1905
- Rhinolophus madurensis K.Andersen, 1918
- Rhinolophus simulator K.Andersen, 1904
- Rhinolophus virgo K.Andersen, 1905
- Rhinolophus thomasi K.Andersen, 1905
- Rhinolophus subrufus K.Andersen, 1905
- Rhinolophus sinicus K.Andersen, 1905
- Rhinolophus robinsoni K.Andersen, 1918
- Rhinolophus shortridgei K.Andersen, 1918
- Rhinolophus sedulus K.Andersen, 1905
- Rhinolophus stheno K.Andersen, 1905
- Rhinolophus inops K.Andersen, 1905
- Rhinolophus celebensis K.Andersen, 1905
- Rhinolophus cognatus K.Andersen, 1906
- Rhinolophus eloquens K.Andersen, 1905
- Rhinolophus darlingi K.Andersen, 1905
- Rousettus celebensis K.Andersen, 1907